# JEDEC
 The JEDEC Solid State Technology Association je nezávislá obchodní a normalizační organizace zaměřená na polovodičové součástky. Sdružuje významné nadnárodní organizace, pro které jsou důležité součástky pro elektroniku. V roce 1958 šlo zejména o vakuové elektronky. Později se JEDEC zaměřuje na polovodičové součástky pro elektroniku (tranzistory, integrované obvody atp). Řada norem JEDEC se postupně, přes organizace IEC a CENELEC stává normami ČSN.
Původní organizace Joint Electron Device Engineering Council z roku 1958 sdružovala organizace: EIA = Electronic Industries Alliance (zanikla 2011) a NEMA = National Electrical Manufacturers Association (vznikla 1926)

## Normalizační organizace přejímající normy JEDEC
- ANSI (American National Standards Institute),
- ESDA (ElectroStatic Discharge Association), EOS/ESD Association, Inc.
- IPC (Institute of Printed Circuits), IPC Association Connecting Electronics Industries

## Příklady přejímaných norem JEDEC
- JEDEC/IPC JP002 – Current Tin Whiskers Theory and Mitigation Practices Guideline (Teorie růstu whiskerů a postupy potlačování růstu whiskerů)
- ANSI/ESDA/JEDEC JS-002-2018 – Joint Standard for Electrostatic Discharge Sensitivity Testing - Charged Device Model (CDM) - Device Level (Zkoušení citlivosti součástek na elektrostatický výboj - Model nabité součástky)
- JEDEC JESD22-A110E – Highly Accelerated Temperature and Humidity Stress Test (HAST) (Velmi zrychlená zkouška teplotně-vlhkostním namáháním)
- IPC/JEDEC J-STD-033D – Handling, Packing, Shipping and Use of Moisture/Reflow, Sensitive Surface Mount Devices (Manipulace, balení, zasílání a používání povrchově montovaných součástek citlivých na vlhkost a přetavení)
- ANSI/ESDA/JEDEC JS-001-2017 – Joint Standard for Electrostatic Discharge Sensitivity Testing - Human Body Model (HBM) - Component Level (Zkoušení citlivosti součástek na elektrostatický výboj - Model lidského těla)

## Příklady norem ČSN, EN a IEC vycházejících z norem JEDEC
- ČSN EN IEC 60749-26, Polovodičové součástky - Mechanické a klimatické zkoušky - Část 26: Zkoušení citlivosti na elektrostatický výboj (ESD) - Model lidského těla (HBM) je věcně identický s normou IEC 60749-26, která vychází z ANSI/ESDA/JEDEC JS-001

- ČSN EN IEC 60749-28, Polovodičové součástky - Mechanické a klimatické zkoušky - Část 28: Zkoušení citlivosti na elektrostatický výboj (ESD) - Model nabité součástky (CDM) - úroveň součástky je věcně identický s normou IEC 60749-28, která vychází z ANSI/ESDA/JEDEC JS-002

## Členství v JEDEC
Členy JEDEC jsou nadnárodní organizace:
ABB, Alibaba, Apple Inc., Buffalo Inc., Buffalo, Canon Inc., Foxconn, Fujitsu, LG Electronics, Microsoft, NEC, Nokia, Nvidia, HP Inc., Huawei, IBM, Intel, Panasonic, Realtek, Samsung Electronics, SK Hynix, Sony, Texas Instruments, Toshiba Memory Corporation, TSMC.